# Bergrat-Müller-Teich
Der Bergrat-Müller-Teich im Mittelgebirge Harz ist ein 1737 bis 1738 angelegter und etwa 1,3 ha großer Stauteich in den bewaldeten Südausläufern des Stadtgebiets von Quedlinburg im Landkreis Harz in Sachsen-Anhalt. Er ist im örtlichen Denkmalverzeichnis als Kunstteich eingetragen.

## Geographische Lage
Der Bergrat-Müller-Teich liegt auf dem Südhang des Rambergmassivs im Naturpark Harz/Sachsen-Anhalt. Zwischen Friedrichsbrunn (2 km nordwestlich; zu Thale), Mägdesprung (4,8 km ostsüdöstlich) und Alexisbad (5 km südöstlich; beide zu Harzgerode) befindet er sich im Wald 6,8 km südwestlich von Bad Suderode und 7 km (jeweils Luftlinie) südwestlich von Gernrode, zwei Ortsteilen von Quedlinburg. Direkt südwestlich bis südlich vorbei am Teich verläuft die Stadtgrenze von Quedlinburg zu Harzgerode, und etwa 1,5 km nordöstlich des auf 500,3 m ü. NHN Höhe befindlichen Teichs liegt der Gipfel der Viktorshöhe (581,5 m). Gespeist und entwässert wird der Teich, wie der etwa 400 Bachmeter südsüdöstlich gelegene Erichsburger Teich, vom südostwärts zur Selke fließenden Friedenstalbach. Etwa 250 m westlich seines Staudamms liegt der Ferienpark Merkelbach.

## Geschichte und Beschreibung
Der Bergrat-Müller-Teich wurde von 1737 bis 1738 zu Bergbauzwecken durch Bergrat Müller angelegt, nachdem der nahe Erichsburger Teich bereits 1709 fertiggestellt worden war. Im Teich wurde Wasser gestaut, um damit Wasserräder antreiben zu können, die über ein Pumpengestänge die nahegelegene Grube Fürst Karl Wilhelm von eingeflossenem Wasser befreiten. In der Grube wurden zwischen 1708 und 1741 neben Pyrit und Flussspat jährlich rund 12.000 Tonnen Kupferkies abgebaut, woraus etwa 25 t Kupfer gewonnen wurden. In Teichnähe liegt ein aufgelassener, stark verwachsener Steinbruch, in dem Zweiglimmergranit aus dem Oberkarbon des Rambergs mit gut ausgebildeter Verwitterungszone zu Tage tritt.
Als Staudamm dient ein Erdschüttdamm.

## Wandern
Der Bergrat-Müller-Teich ist als Nr. 190 in das System der Stempelstellen der Harzer Wandernadel einbezogen; der Stempelkasten befindet sich östlich des Staudamms. Wenige Meter oberhalb vom Ostufer des Teichs steht eine große Schutzhütte.